# John L. Hall
John Lewis "Jan" Hall (født 21. august 1934) er en amerikansk fysiker. Han modtog nobelprisen i fysik i 2005 delt med Theodor W. Hänsch og Roy Glauber for hans arbejde med præcisionsspektroskopi.